# هيكتور بوستامينت
هيكتور بوستامينت (بالإسبانية: Héctor Bustamante)‏ هو لاعب هوكي الحقل مكسيكي، ولد في 7 سبتمبر 1949.

## وصلات خارجية
- هيكتور بوستامينت على موقع أوليمبيديا (الإنجليزية)